# NCT U
NCT U는 대한민국의 보이그룹 NCT에 첫 번째 유닛이다. 2016년 4월 9일에 데뷔했으며, 멤버 구성이 매번 활동 때마다 바뀐다. 원래 멤버는 태일, 태용, 텐, 도영, 재현, 마크다.